# O Jesus Krist, min högsta tröst
O Jesus Krist, min högsta tröst är en gammal botpsalm i tio verser av Haquin Spegel från 1686 och som inte anses bearbetad efter stavningsreformen 1906 till 1937 års psalmbok.
Texten börjar i 1695 års psalmbok med orden:
O JEsu Christ, min högsta tröst
All nådz och godhess källa!
Enligt 1697 års koralbok användes melodin även till psalmerna Säll den vars överträdelse (nr 47), O Herre Gudh tu hörer böön (nr 66) och Min högsta skatt, o Jesus kär (nr 252). I 1921 års koralbok med 1819 års psalmer anges däremot att melodin är densamma som till Ur djupen ropar jag till dig (1695 nr 99) och O Herre Gud, var har jag gjort (1819 nr 375).

## Publicerad som
- Nr 255 i 1695 års psalmbok under rubriken "Boot-Psalmer".
- Nr 188 i 1819 års psalmbok under rubriken "Nådens ordning: Omvändelsen: Ånger och tro (botpsalmer)".
- Nr 284 i 1937 års psalmbok under rubriken "Bättring och omvändelse".